# Ruslan Čagajev
Ruslan Čagajev, přezdíván Bílý Tyson (*19. října 1978, Andižan, Uzbekistán, Sovětský svaz) je uzbecký boxer, bývalý světový šampion v těžké váze organizace WBA, tatarského původu. Titul získal 14. dubna 2007 vítězstvím na body nad ruským šampionem Nikolajem Valujevem. Jako amatér vyhrál asijské i světové mistrovství v kategorii 81 – 91 kg. Je prvním a dosud jediným boxerem z asijského státu, který držel světový titul v těžké váze. Měří 185 cm a váží obvykle 104 kg. 

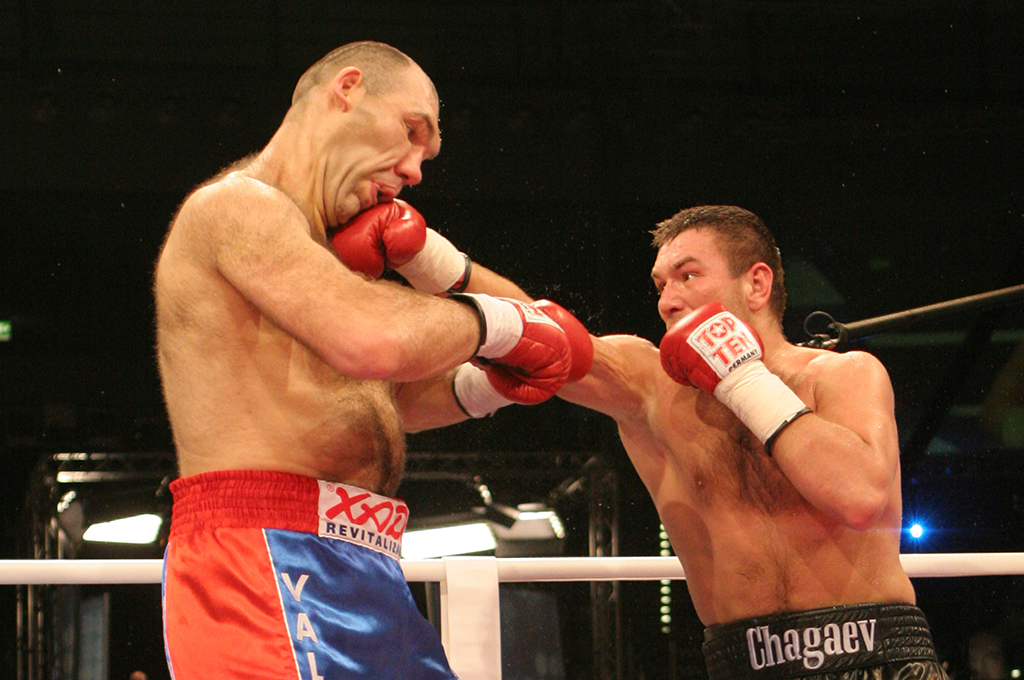
Valujev vs Čagajev

Jeho profesionální bilance je 33 zápasů, 30 výher (19 KO), 2 porážky a 1 remíza.

## Vyznamenání
- Řád „Úcta k zemi“ – Uzbekistán, 2001 – udělil prezident Islam Karimov[2]
- Řád za vynikající zásluhy – Uzbekistán, 2007 – udělil prezident Islam Karimov[3]